# Ґао Баожун
Ґао Баожун (кит.: 高保融; піньїнь: Gāo Baorong; 920–960) — третій правитель Цзінані періоду п'яти династій і десяти держав.
Був сином і спадкоємцем Ґао Цунхуея. Помер 960 року, після чого трон успадкував його брат Ґао Баосюй, який фактично керував найважливішими державними справами за формального правління Ґао Баожуна.